# IJsselbrücken in Kampen
IJsselbrücken in Kampen queren seit dem 15. Jahrhundert den Fluss, wobei es in zeitlicher Abfolge immer nur eine Brücke in der Stadt gab. Die ehemalige Hansestadt Kampen in der niederländischen Provinz Overijssel liegt auf der linken Seite der IJssel, des nördlichsten Mündungsarms des Rheins, der Ort IJsselmuiden auf der rechten. Kampen war durch die Lage an der IJsselmündung in das Ketelmeer schon früh eine Handelsstadt (Stadtrecht 1236, Beitritt zur Hanse 1441) und auf Fähren angewiesen.

## Brücken

### Erste Brücke (1448)
Im Jahr 1448 errichtete die Stadt Kampen eine Brücke über die IJssel. Sie wurde als Jochbrücke errichtet, war ca. 215 m lang und 3,5 m breit. Sie besaß einen Durchlass für Schiffe, die Baukosten betrugen 17000 Goldgulden.
Die Brücke wurde ohne Rücksprache mit den Nachbarstädten und anderen Rheinanliegern erbaut, die dann vehement den Abriss forderten. Der Protest wurde an den Hanseverband, an den Bischof von Utrecht und sogar an den Kaiser des Heiligen Römischen Reiches gerichtet, weil die Brücke den freien Handel beeinträchtige. Der Kaiser ließ einen Drohbrief an die Stadt Kampen senden, der die sofortige Beseitigung forderte, anderenfalls eine Geldstrafe in Höhe von 100 Pfund reines Gold fällig werde. Dieses Schreiben wurde jedoch folgenlos ignoriert, die Brücke blieb bestehen.

### Zweite Brücke (1589)
Nachdem die Brücke durch Treibeis beschädigt wurde, ersetzte man sie 1589 durch eine Schwimmbrücke.

### Dritte Brücke (17. Jahrhundert)
Etwa 100 Jahre später wurde wiederum eine feste Brücke errichtet. Sie könnte wie auf dem Bild aus der um 1649 erschienenen Vedutenedition Toonneel der Steden von Joan Blaeu ausgesehen haben.

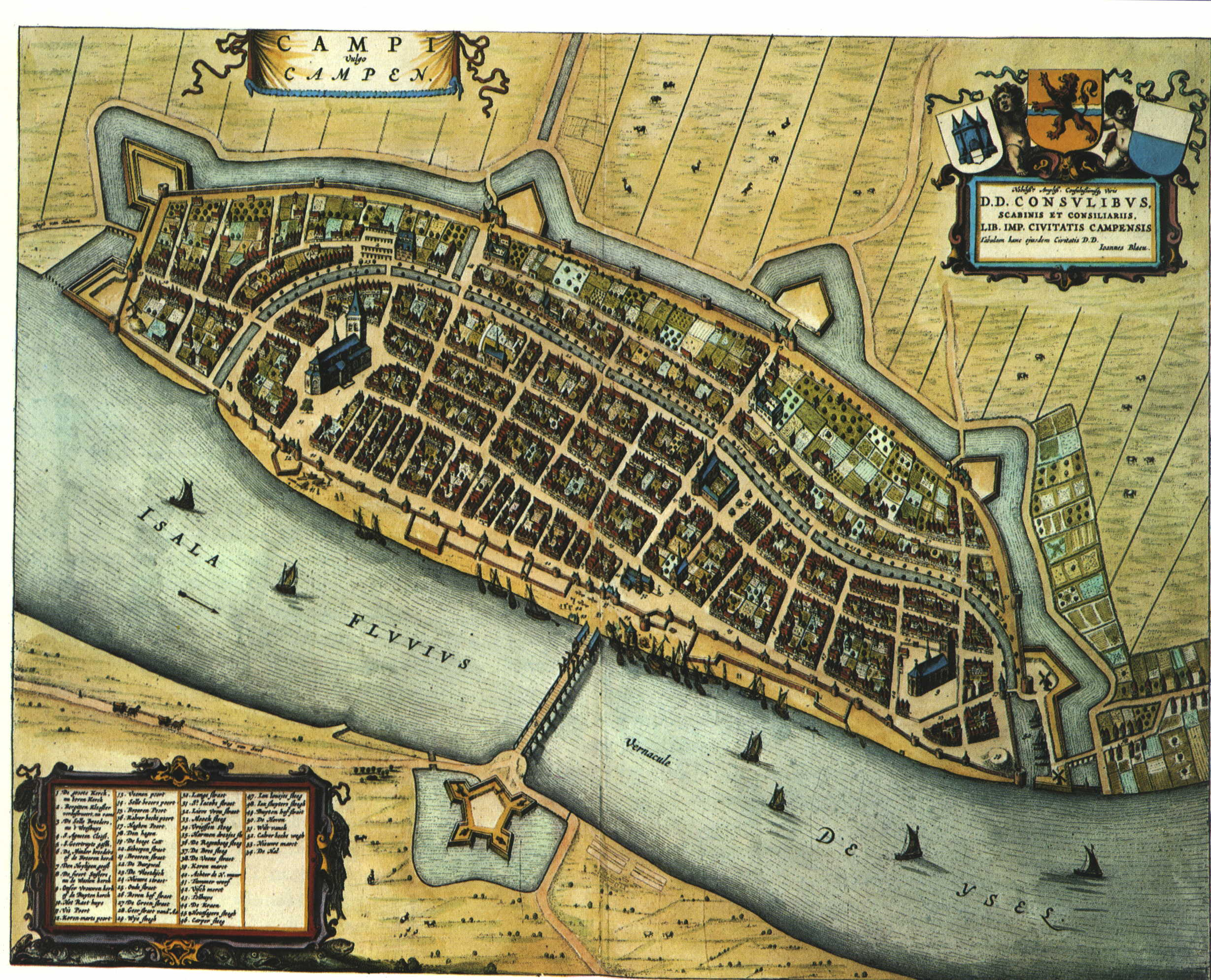
"Luftbild" von Kampen

### Vierte Brücke (19. Jahrhundert)
Um den Anfang des 19. Jahrhunderts wurde eine Brücke aus Holz gebaut, die am Ufer durch eine Zugbrücke auf der Stadtseite geöffnet werden konnte. Sie wurde zwischen Juli und September 1872 abgebrochen.

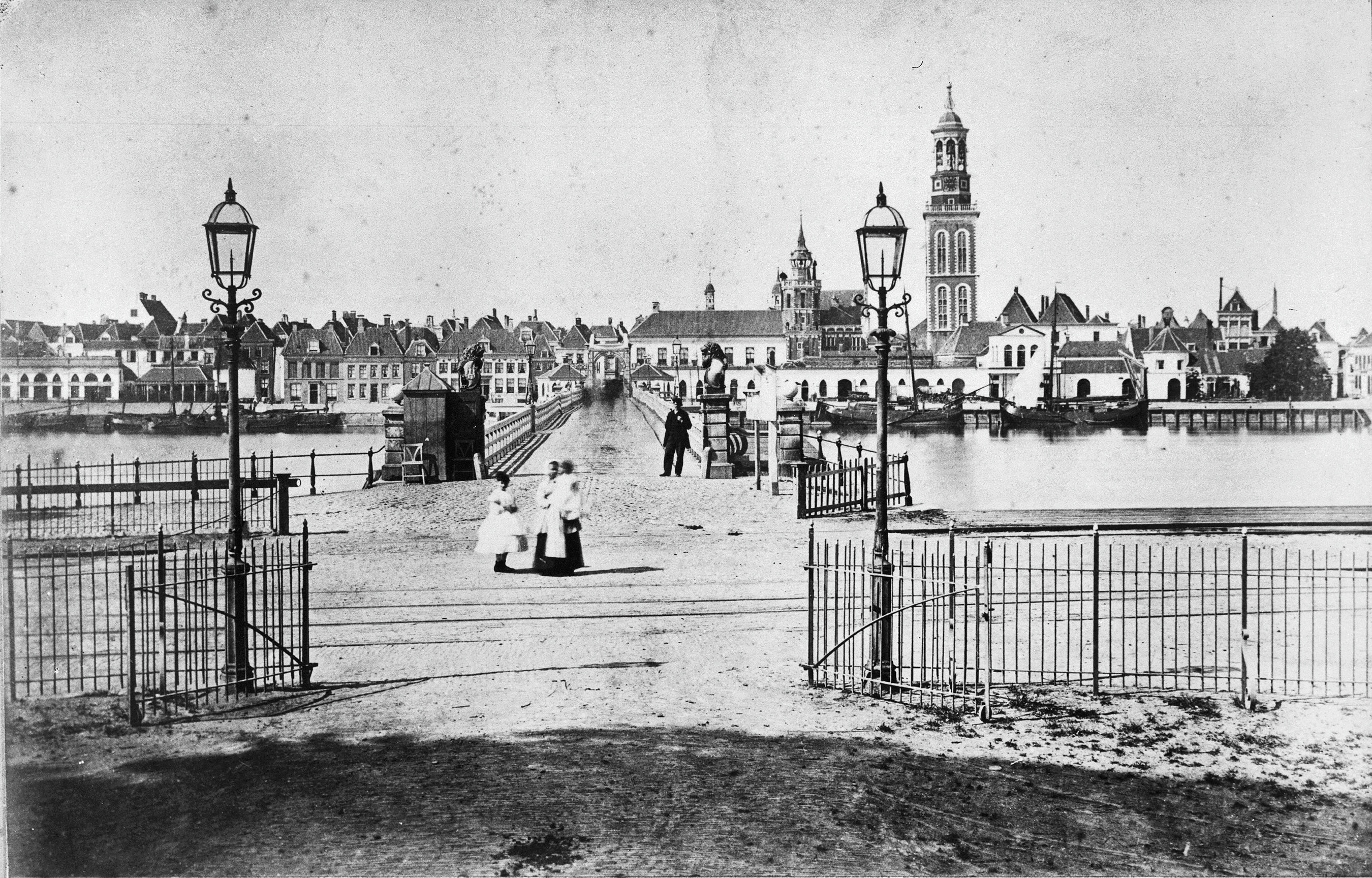
Ansicht der Stadt (Kampen) mit der IJsselbrücke.
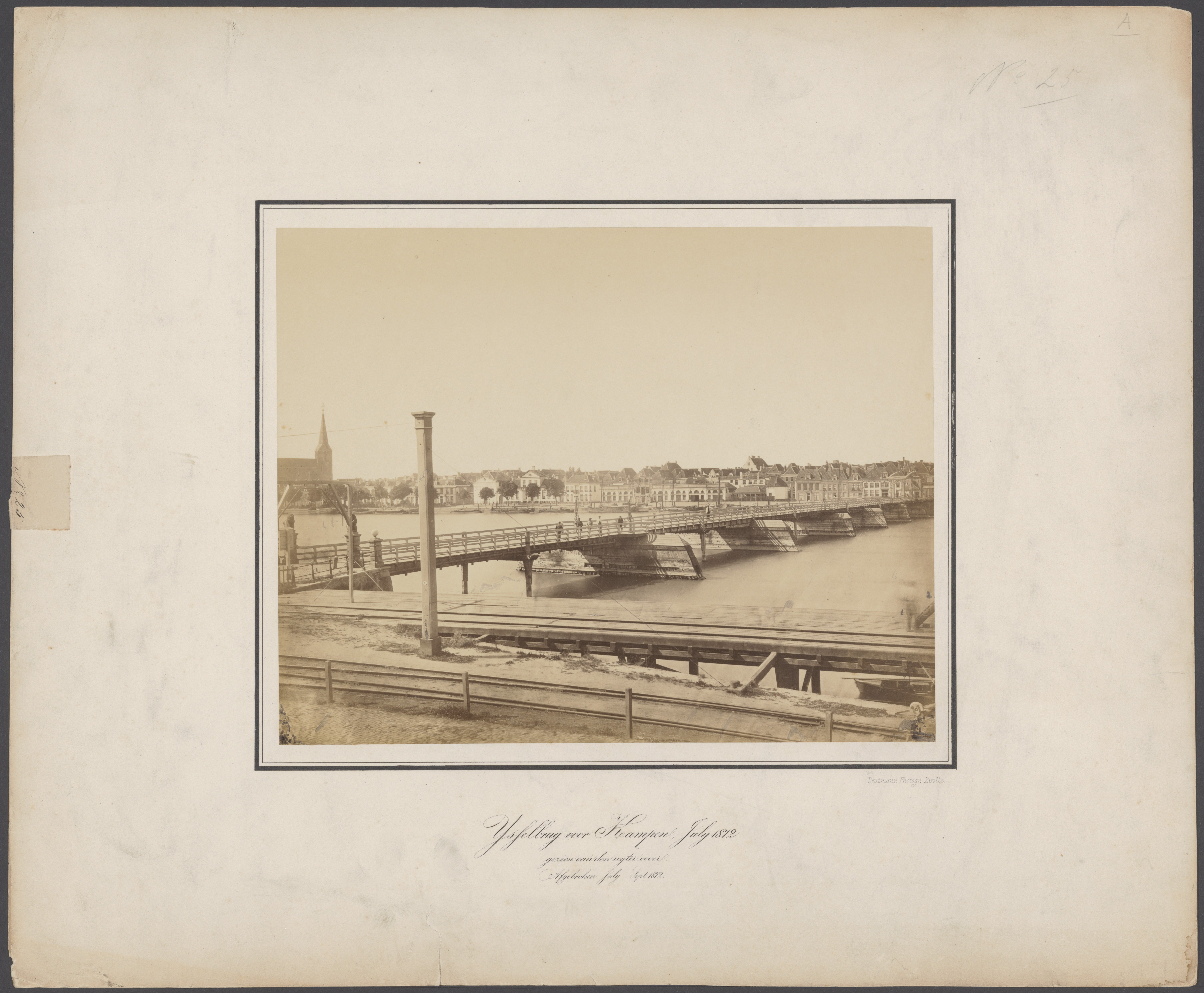
IJsselbrücke vor Kampen, gesehen vom rechten Ufer aus. Datum der Aufnahme: Juli 1872.

### Fünfte Brücke (1874)
Ende 1873/Anfang 1874 wurde die nächste Brücke eröffnet, diesmal eine Stahlkonstruktion (Fachwerkbrücke) mit einer Breite von 4 m. Die Brücke besaß an beiden Ufern jeweils ein gemauertes Tor im Stil des Historismus, auf denen die Jahreszahlen 1872 und 1873 standen, vermutlich Baubeginn und -ende. In der Mitte besaß sie eine Durchfahrt für Schiffe mit einer zweiseitigen Zugbrücke, auch diese wurde von vier Türmen flankiert. Die Brücke war unverändert bis zum Beginn des Zweiten Weltkriegs in Betrieb.

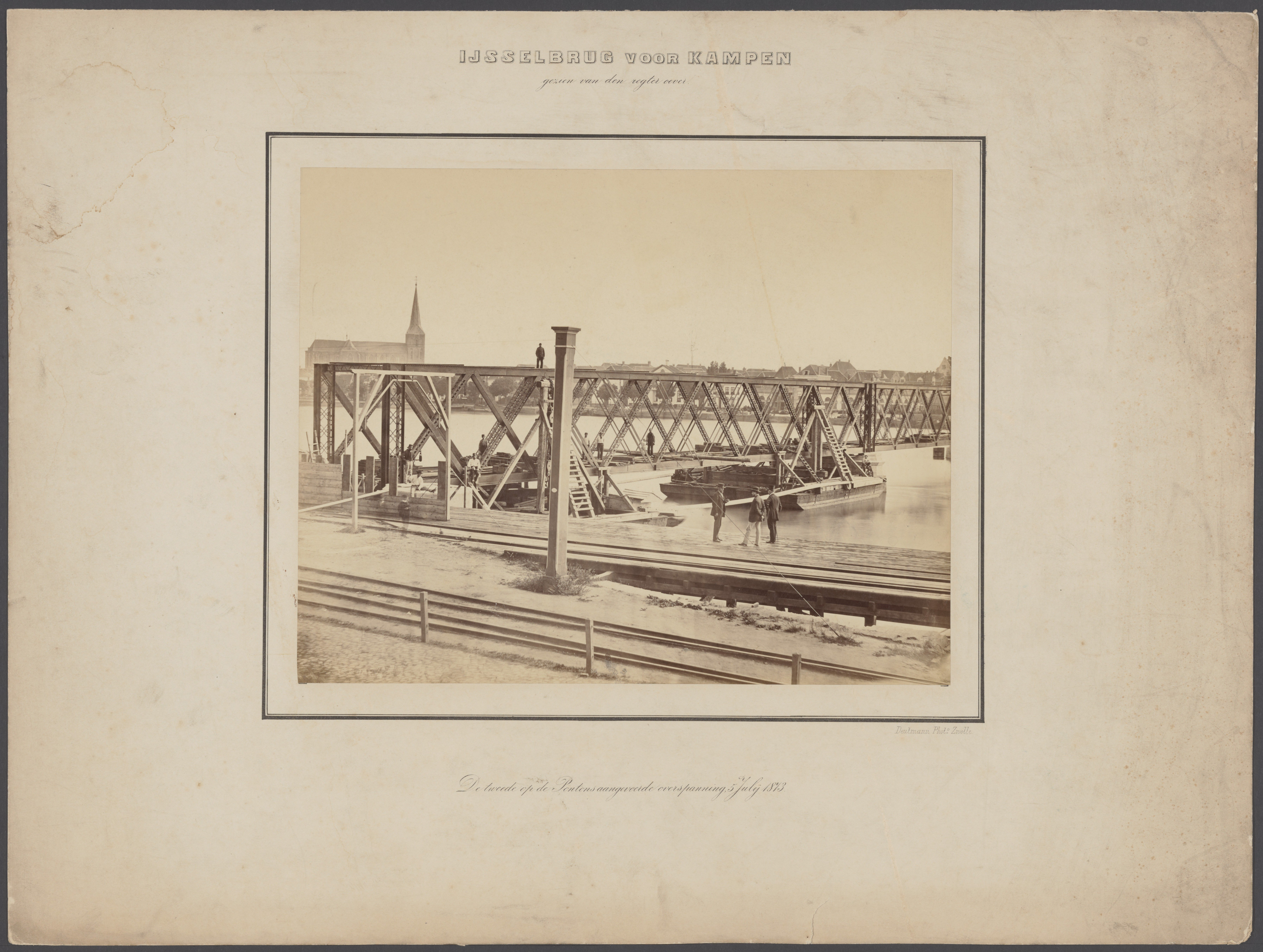
IJsselbrücke vor Kampen, gesehen vom rechten Ufer aus. Die zweite Sektion wird eingeschwommen. Datum der Aufnahme: 5. Juli 1873.
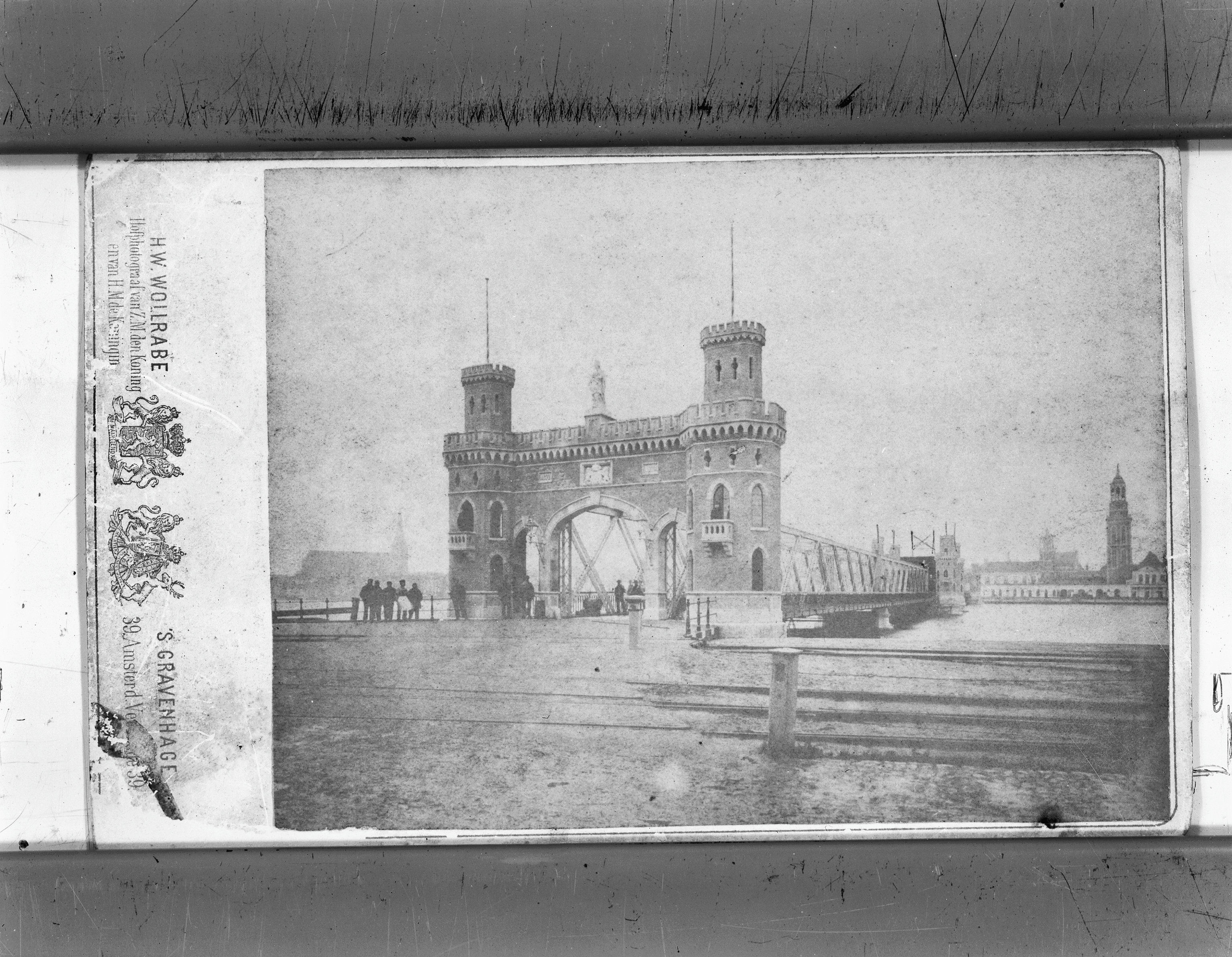
Brücke von Kampen 1873/74.
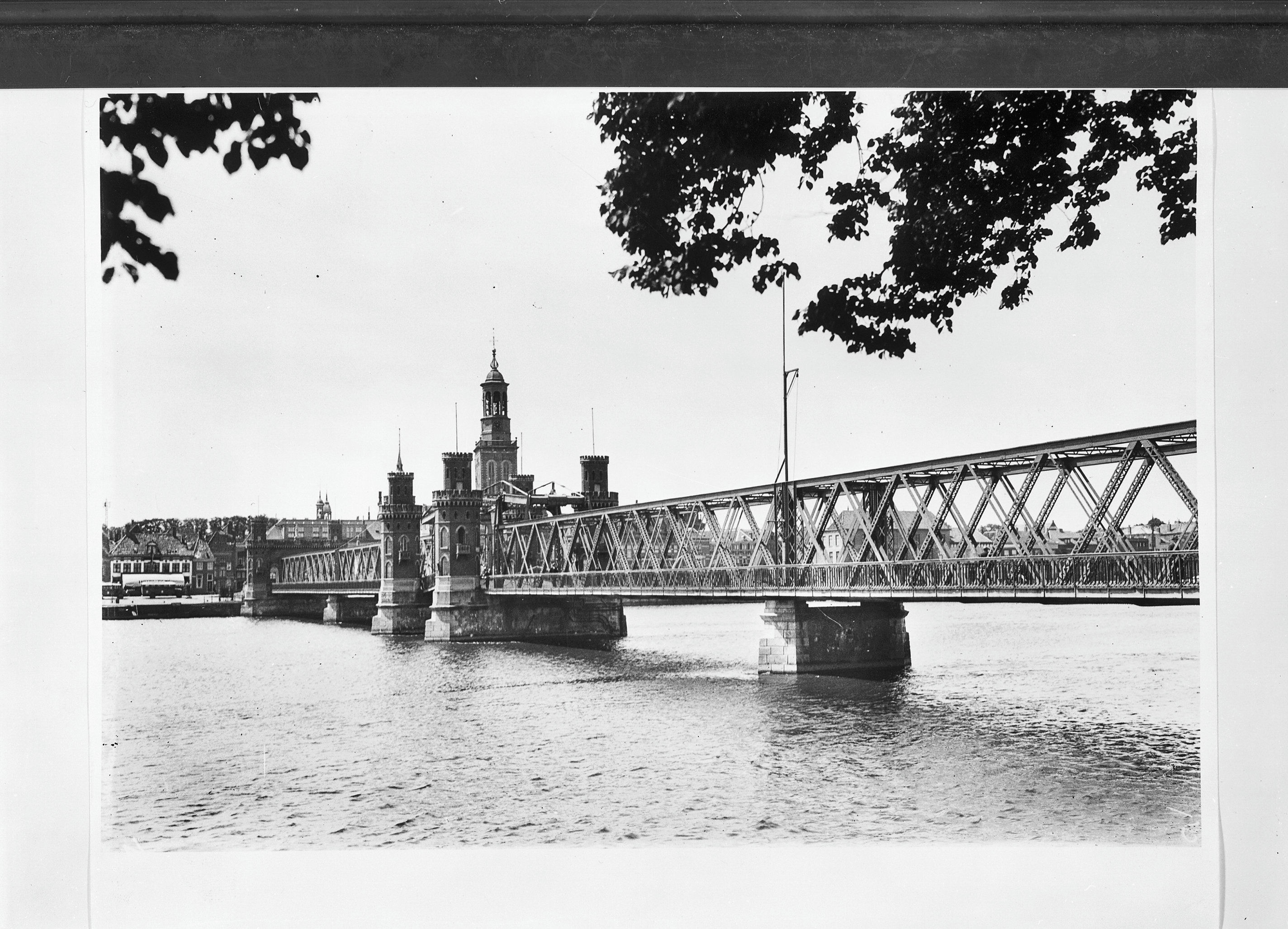
IJsselbrücke von Kampen 1930.

Am 10. Mai 1940 wurde sie von der niederländischen Armee gesprengt, um den Vormarsch der deutschen Truppen zu stoppen. Durch die Sprengung lagen die einzelnen Brückensegmente im Wasser (siehe Foto bei ).
Schon Ende Mai 1940 wurde die Brücke von der Wehrmacht wieder instand gesetzt. Die Doppelzugbrücke wurde durch eine größere Einzelzugbrücke ersetzt. Gegen Ende des Krieges (am 14. April 1945) wurde die Brücke erneut gesprengt, diesmal von der Wehrmacht. Die Wiedereröffnung erfolgte am 29. Januar 1946, allerdings ohne die Türme wieder aufzubauen.

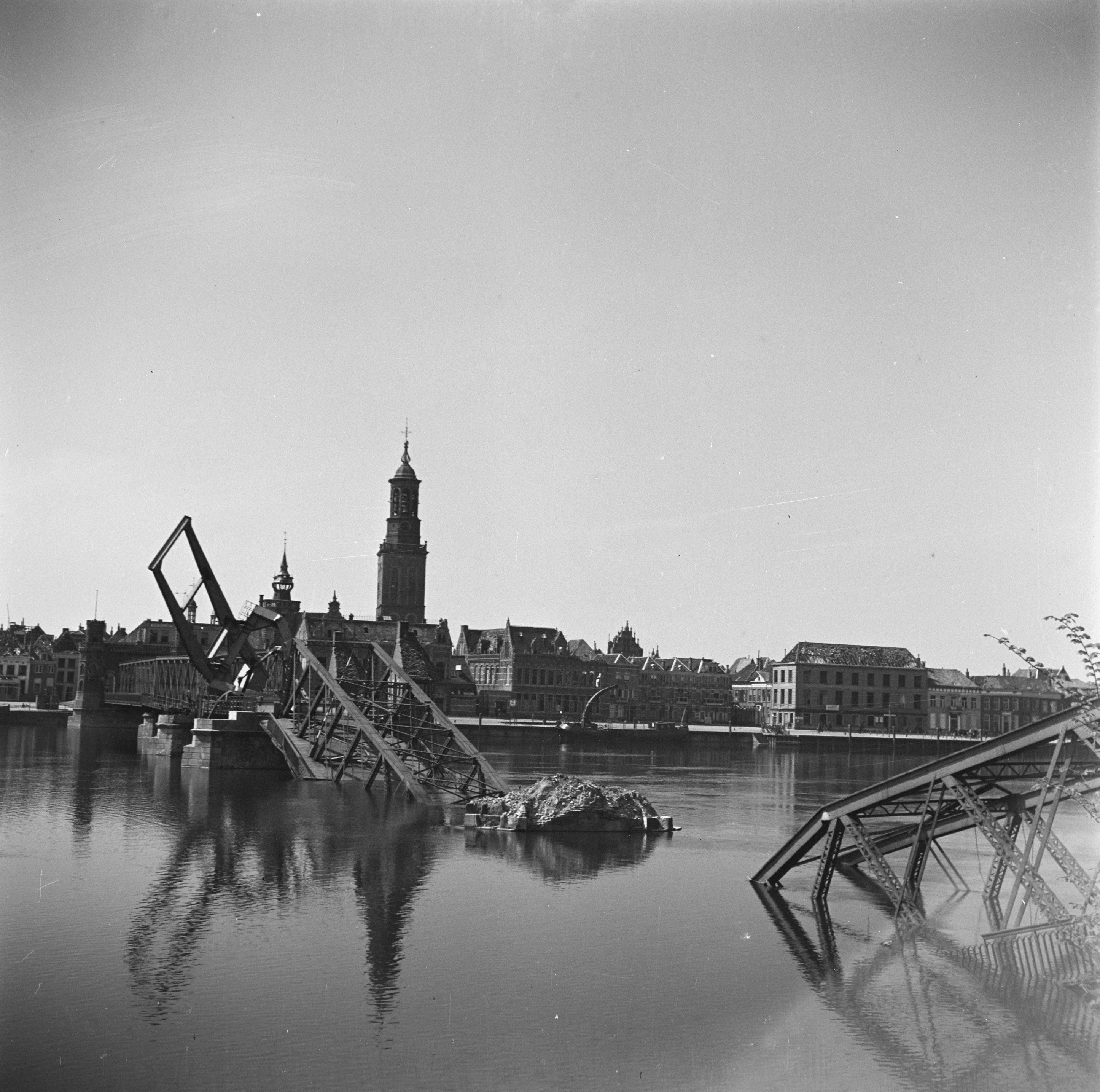
Gesprengte Brücke im April 1945
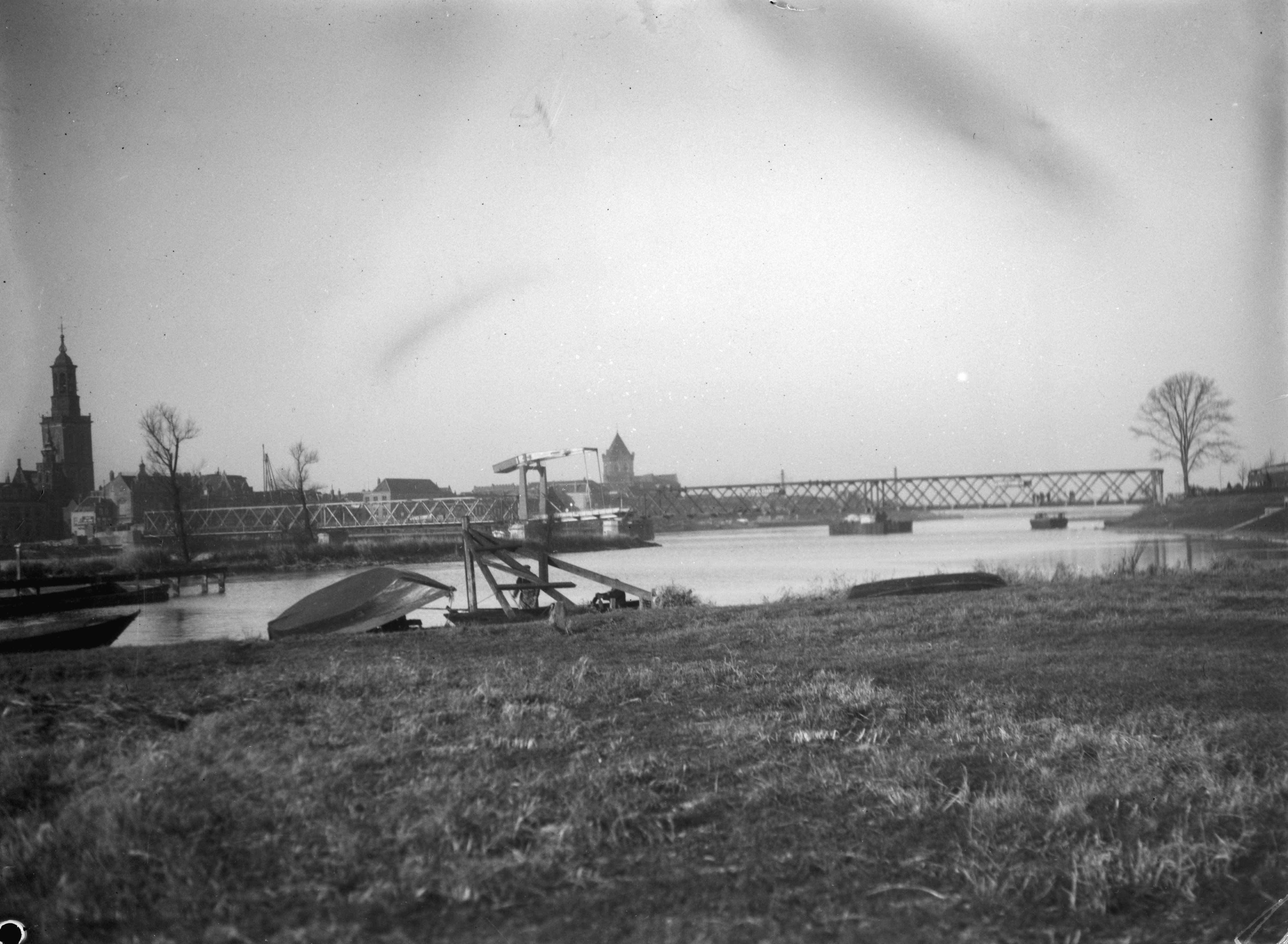
IJsselbrücke im Januar 1946
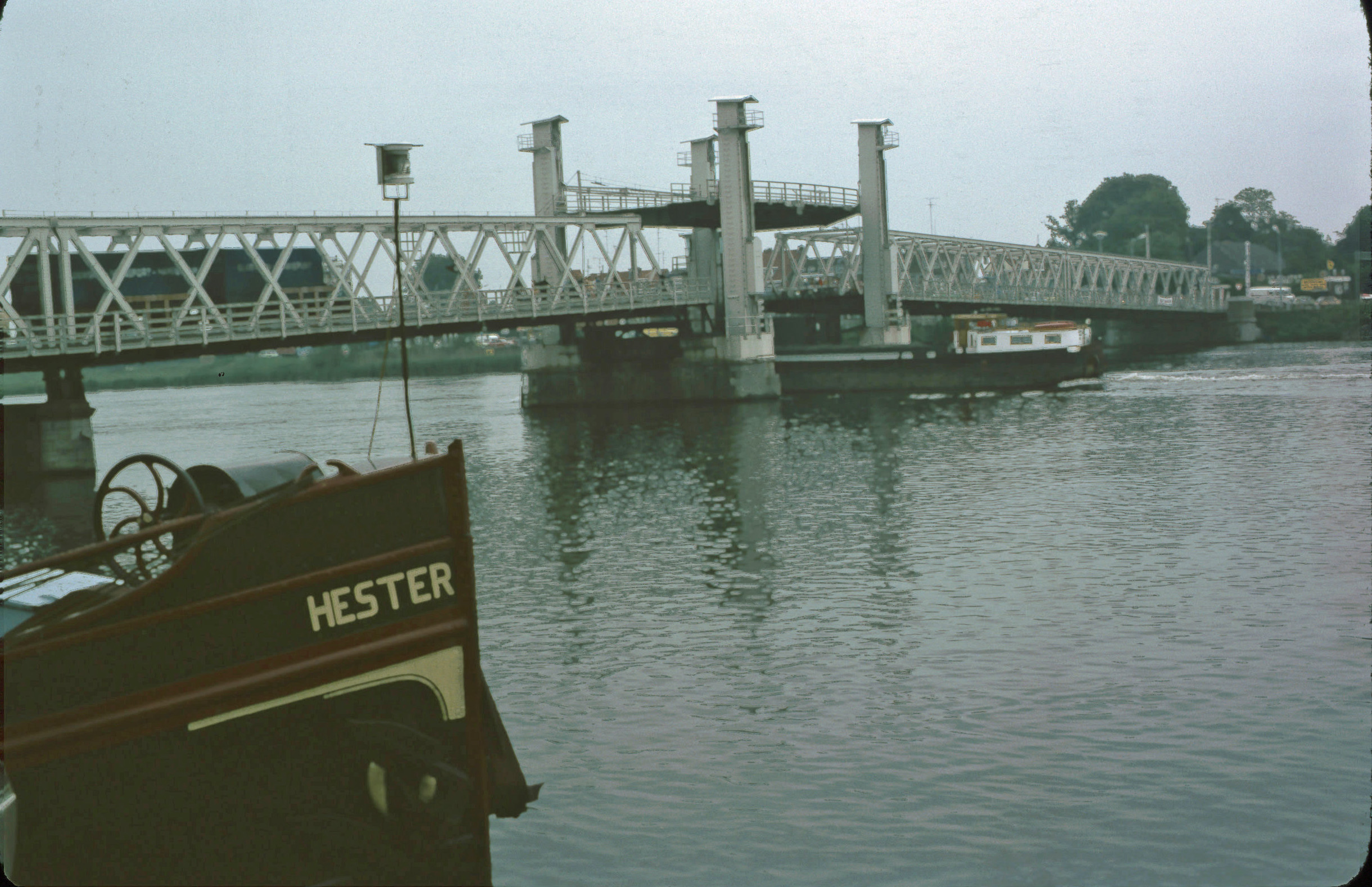
IJsselbrücke 1979

Im Jahr 1962 wurde die Zugbrücke durch eine Hubbrücke ersetzt. Sie war bis 1999 in Betrieb.

### Sechste Brücke (1999)
Im Jahr 1999 wurde die nächste Brücke eröffnet. Diese hat eine Länge von 210 m, eine Breite von 20 m und eine Höhe von 5,6 m. In der Mitte befindet sich eine Durchfahrt, die von einer Hubbrücke ermöglicht wird.

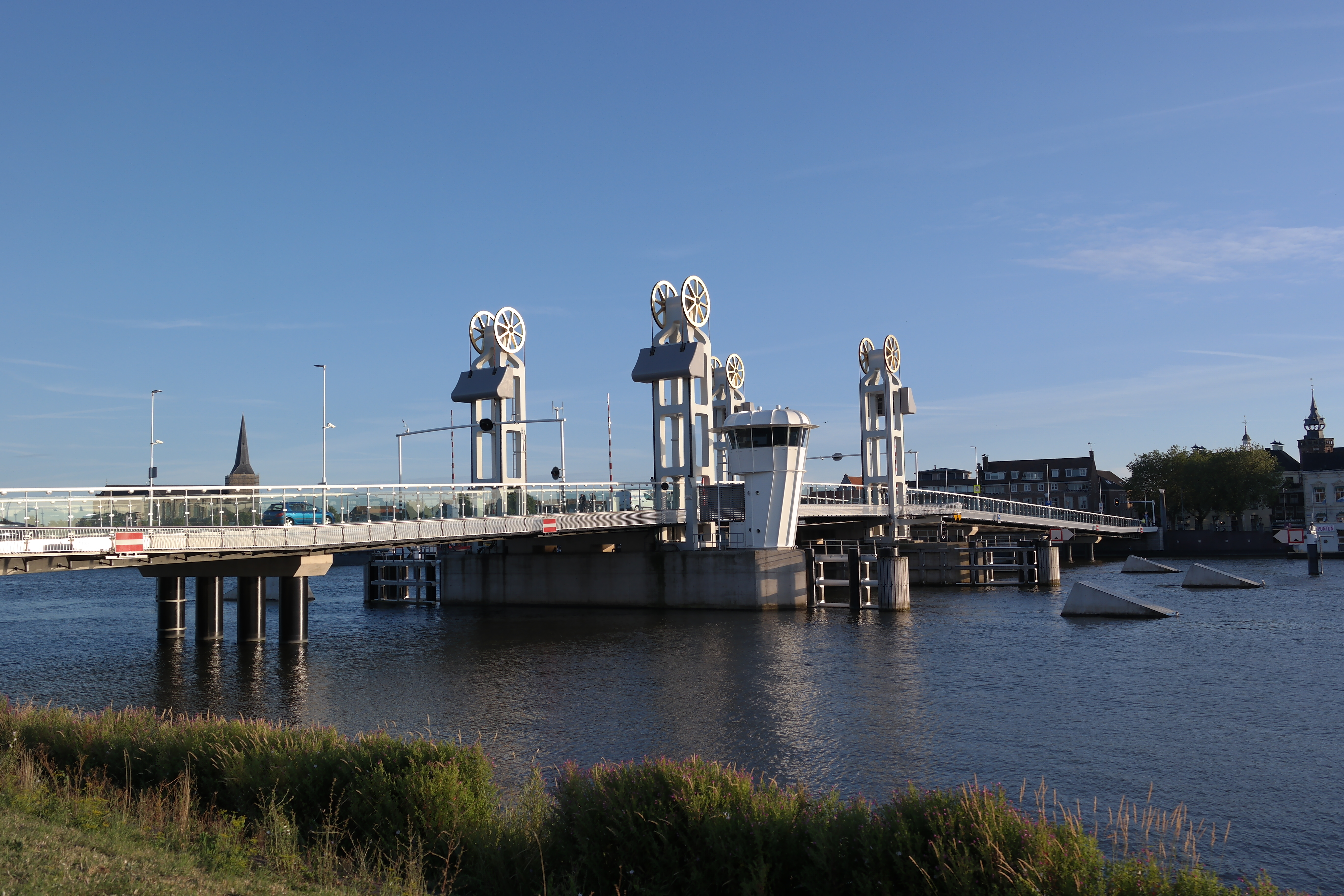
IJsselbrücke 2019